# End (singolo)
End è un singolo della cantante italiana Hu, pubblicato il 28 maggio 2021 per l'etichetta Warner Music.
Il brano vede la partecipazione del cantautore M.e.r.l.o.t (pseudonimo di Manuel Schiavone) ed è entrato in rotazione radiofonica a partire dal 4 giugno 2021.

## Video musicale
Il video musicale, diretto da Marco Placanica, è stato pubblicato il 1º giugno 2021 sul canale YouTube di Warner Music.

## Tracce
Testi e musiche di Alessandro Carnevali, Dario Iaculli, Federica Ferracuti e Manuel Schiavone.
1. End (feat. M.e.r.l.o.t) – 2:27